# Der Vierde Man
De vierde man (conocida en España como El cuarto hombre) es una película neerlandesa de 1983 dirigida por Paul Verhoeven y protagonizada por Jeroen Krabbé, Renée Soutendijk, Thom Hoffman y Dolf de Vries.
El título se refiere a la posición del personaje de Jeroen Krabbé como el cuarto hombre a quien seduce Christine Soutendijk, después de supuestamente asesinar a sus primeros tres maridos. La película es sexualmente explícita y, como la mayoría de las películas de Verhoeven, contiene violencia gráfica y gore.

## Sinopsis
Gerard Reve (Jeroen Krabbé), un novelista alcohólico y bisexual, deja Ámsterdam para dar una conferencia en la Sociedad Literaria de Vlissingen. Allí, se involucra sexualmente con su atractiva tesorera, Christine Halslag (Renée Soutendijk). Mediante visiones, Reve es advertido sobre la doble personalidad de Christine y del peligro que corre su vida si permanece a su lado.

## Reparto
- Jeroen Krabbé es Gerard Reve.
- Renée Soutendijk es Christine Halsslag.
- Thom Hoffman es Herman.
- Dolf de Vries es el doctor de Vries.
- Geert de Jong es Ria.